# Community Shield 2025
FA Community Shield 2025 byl 103. ročník Community Shieldu, každoročního zápasu mezi vítězem Premier League a FA Cupu. Hrál se na Wembley Stadium v Londýně dne 10. srpna 2025 a utkal se v něm vítěz Premier League 2024/25, Liverpool a vítěz FA Cupu 2024/25, Crystal Palace.
Crystal Palace porazil Liverpool 3:2 na penalty po remíze 2:2 a získal svůj první Community Shield.

## Pozadí
Liverpool a Crystal Palace se kvalifikovaly do Community Shieldu 2025 jako vítězové Premier League 2024/25 a FA Cupu 2024/25 (pro Crystal Palace šlo o první velkou trofej v klubové historii). Byl to 67. vzájemný zápas těchto dvou týmů a první účast Crystal Palace v Community Shieldu. Liverpool se dříve zúčastnil 24 Community Shieldů, z toho 16 vyhrál. Naposledy se Liverpool zúčastnil v roce 2022, kdy porazil Manchester City na penalty.

## Zápas

### Průběh
Liverpool se ujal vedení hned ve 4. minutě, kdy skóroval Hugo Ekitiké. V 17. minutě ale Jean-Philippe Mateta z Crystal Palace vyrovnal z penalty, kterou rozhodčí nařídil po faulu Virgila van Dijka. Jeremie Frimpong obnovil vedení Liverpoolu, když skóroval ve 21. minutě, ale Crystal Palace v 77. minutě zase srovnalo po gólu Ismaïly Sarra.
Zápas se po remíze 2:2 dostal do penaltového rozstřelu. Útočník Liverpoolu, Mohamed Salah, minul branku a brankář Crystal Palace, Dean Henderson, chytil penalty Alexise Mac Allistera a Harveyho Elliotta. V páté sérii proměnil Justin Devenny z Crystal Palace, který tak porazil Liverpool 3:2 na penalty.

### Detaily
| 10. srpna 2025 15:00 BST   |        |                         |                                                                 |
| Crystal Palace             | 2:2    | Liverpool               | Wembley Stadium, Londýn diváci: 82 645 rozhodčí: Chris Kavanagh |
| Mateta 17' (pen.) Sarr 77' | report | Ekitiké 4' Frimpong 21' | Wembley Stadium, Londýn diváci: 82 645 rozhodčí: Chris Kavanagh |

|                              |     | Penaltový rozstřel                          |  |
| Mateta Eze Sarr Sosa Devenny | 3:2 | Salah Mac Allister Gakpo Elliott Szoboszlai |  |

| Crystal Palace | Liverpool |

| BR             | 1  | Dean Henderson       |  |       |
| SO             | 26 | Chris Richards       |  |       |
| SO             | 5  | Maxence Lacroix      |  |       |
| SO             | 6  | Marc Guéhi (c)       |  | 90+4' |
| PZ             | 2  | Daniel Muñoz         |  |       |
| SZ             | 20 | Adam Wharton         |  | 85'   |
| SZ             | 18 | Daiči Kamada         |  | 29'   |
| LZ             | 3  | Tyrick Mitchell      |  | 79'   |
| PK             | 7  | Ismaïla Sarr         |  |       |
| LK             | 10 | Eberechi Eze         |  |       |
| SÚ             | 14 | Jean-Philippe Mateta |  |       |
| Náhradníci:    |    |                      |  |       |
| BR             | 44 | Walter Benítez       |  |       |
| OB             | 17 | Nathaniel Clyne      |  |       |
| OB             | 24 | Borna Sosa           |  | 79'   |
| OB             | 59 | Rio Cardines         |  |       |
| ZÁ             | 8  | Jefferson Lerma      |  | 85'   |
| ZÁ             | 19 | Will Hughes          |  | 29'   |
| ZÁ             | 55 | Justin Devenny       |  | 90+4' |
| ÚT             | 21 | Romain Esse          |  |       |
| ÚT             | 22 | Odsonne Édouard      |  |       |
| Trenér:        |    |                      |  |       |
| Oliver Glasner |    |                      |  |       |

| BR          | 1  | Alisson             |     |     |
| PO          | 30 | Jeremie Frimpong    |     |     |
| SO          | 5  | Ibrahima Konaté     | 43' |     |
| SO          | 4  | Virgil van Dijk (c) |     |     |
| LO          | 6  | Milos Kerkez        |     | 84' |
| SZ          | 17 | Curtis Jones        |     | 71' |
| SZ          | 8  | Dominik Szoboszlai  |     |     |
| PK          | 11 | Mohamed Salah       | 87' |     |
| OZ          | 7  | Florian Wirtz       | 44' | 84' |
| LK          | 18 | Cody Gakpo          |     |     |
| SÚ          | 22 | Hugo Ekitiké        |     | 71' |
| Náhradníci: |    |                     |     |     |
| GK          | 25 | Giorgi Mamardašvili |     |     |
| OB          | 26 | Andrew Robertson    |     | 84' |
| ZÁ          | 3  | Wataru Endó         |     | 71' |
| ZÁ          | 10 | Alexis Mac Allister |     | 71' |
| ZÁ          | 19 | Harvey Elliott      |     | 84' |
| ZÁ          | 42 | Trey Nyoni          |     |     |
| ÚT          | 14 | Federico Chiesa     |     |     |
| ÚT          | 50 | Ben Doak            |     |     |
| ÚT          | 73 | Rio Ngumoha         |     |     |
| Trenér:     |    |                     |     |     |
| Arne Slot   |    |                     |     |     |

| Hráč zápasu: Ismaïla Sarr (Crystal Palace) Asistent rozhodčího: James Mainwaring Wade Smith Čtvrtý rozhodčí: Tony Harrington Náhradní rozhodčí: Akil Howson Videorozhodčí: Paul Tierney Asistent videorozhodčího: Nick Hopton | Pravidla zápasu - 90 minut (základní hrací doba) - penaltový rozstřel po prodloužení - Devět náhradníků, šest střídání |